# Coniopteryx tenuicornis
Coniopteryx tenuicornis är en insektsart som beskrevs av Bo Tjeder 1969. Coniopteryx tenuicornis ingår i släktet Coniopteryx och familjen vaxsländor. Inga underarter finns listade i Catalogue of Life.